# Mittelbare Staatsverwaltung

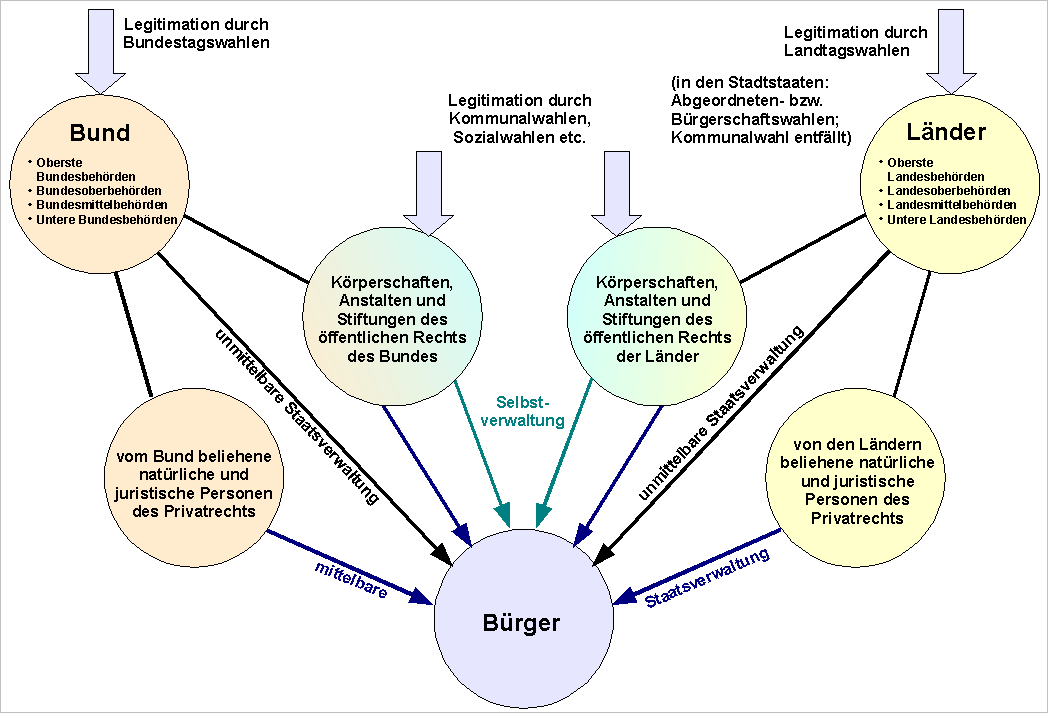
Mittelbare und unmittelbare Staatsverwaltung auf Bundes- und Landesebene

Mittelbare Staatsverwaltung bedeutet, dass der Staat – anders als bei der unmittelbaren Staatsverwaltung – die Aufgaben der Öffentlichen Verwaltung nicht durch eigene Behörden erfüllt, sondern durch rechtlich selbständige Verwaltungsträger (in Deutschland Körperschaften, Anstalten und Stiftungen des öffentlichen Rechts sowie Beliehene).

## Deutschland

### Allgemein
Die mittelbare Staatsverwaltung in Deutschland zeichnet sich dadurch aus, dass die Organisationseinheiten in aller Regel eine eigene Rechtspersönlichkeit besitzen (eine Ausnahme sind die Berliner Bezirke), also selbst juristische Personen des öffentlichen Rechts oder Beliehene sind. Die Verwaltungsträger stellen eigene öffentliche Haushalte auf und bewirtschaften sie, schließen in eigenem Namen Verträge und können vor den Verwaltungsgerichten selbst verklagt werden (§ 61 Nr. 1 VwGO). Für die unmittelbare Staatsverwaltung gilt hingegen das Rechtsträgerprinzip (§ 78 VwGO).
Die Träger der mittelbaren Staatsverwaltung können auch in Selbstverwaltung organisiert sein. In diesem Falle sind sie Weisungen nicht unterworfen, unterstehen aber der Rechtsaufsicht, die Gemeinden auch der Kommunalaufsicht. Sie können autonomes Recht in Gestalt von Satzungen erlassen.
Die Träger der mittelbaren Staatsverwaltung sind keine Behörden im organisatorischen Sinne, sondern Verwaltungsträger. Sie treten jedoch häufig als Behörden im funktionalen Sinne gemäß § 1 Abs. 4 VwVfG auf.

### Bundes- und Landesverwaltung
Die Verwaltung in Deutschland gliedert sich in die Bundes- und die Landesverwaltung. Zur letzteren zählt auch die Kommunalverwaltung. Zudem gibt es die seltene Mischverwaltung (Jobcenter und ehemalige Oberfinanzdirektionen). Mittelbare Staatsverwaltung gibt es sowohl in der Bundes- als auch der Landesverwaltung.

#### Mittelbare Bundesverwaltung
Die größte bundesunmittelbare Körperschaft ist die Bundesagentur für Arbeit (§ 367 Abs. 1 SGB III). Sie hat das Recht zur Selbstverwaltung und ist eine Körperschaft des öffentlichen Rechts. Weitere Einrichtungen mit diesem Status sind die länderübergreifenden Sozialversicherungsträger wie gesetzliche Kranken-, Unfall- und Rentenversicherung.
Mittelbare Behörden der Bundesverwaltung ohne Selbstverwaltung sind beispielsweise die Bundesanstalt für Finanzdienstleistungsaufsicht und die Bundesanstalt für Landwirtschaft und Ernährung. Eine mittelbare und oberste Bundesbehörde ist die Deutsche Bundesbank.

#### Mittelbare Landesverwaltung
Mittelbare Behörden der Landesverwaltung sind vor allem die Gemeinden und Gemeindeverbände, aber auch staatlichen Hochschulen und die gewerblichen und berufsständischen Kammern (z. B. Industrie- und Handelskammern), öffentliche Sparkassen und öffentlich‐rechtliche Rundfunkanstalten.